# 卡缅卡河 (纳霍德卡城区)
卡缅卡河（俄语：Река Каменка）或良子河（俄语：Река Лянчихе）是滨海边疆区纳霍德卡城区的河流，源起天鹅湖，长3.5公里，注入纳霍德卡湾。

## 引用
1. ↑  С. Д. Шабалина. . 1966: 487 （俄语）.
2. ↑  А. П. Муранова. . 1970: 592.